# David Huf
David Huf (23 gennaio 1999) è un calciatore ceco, attaccante del Ružomberok.

## Caratteristiche tecniche
È un centravanti.

## Carriera

### Club
Cresciuto nel settore giovanile del Pardubice, debutta in prima squadra il 6 maggio 2018 in occasione dell'incontro di seconda divisione vinto 1-0 contro il Fotbal Třinec; realizza la sua prima rete il 13 maggio 2018 nel match perso 4-2 contro il Varnsdorf.

### Nazionale
Ha giocato nella nazionale ceca Under-17.

## Statistiche
Statistiche aggiornate all'8 maggio 2021.

### Presenze e reti nei club
| Stagione        | Squadra         | Campionato      | Campionato | Campionato | Coppe nazionali | Coppe nazionali | Coppe nazionali | Coppe continentali | Coppe continentali | Coppe continentali | Altre coppe | Altre coppe | Altre coppe | Totale | Totale | Totale |
| Stagione        | Squadra         | Comp            | Pres       | Reti       | Comp            | Pres            | Reti            | Comp               | Pres               | Reti               | Comp        | Pres        | Reti        | Pres   | Reti   |        |
| --------------- | --------------- | --------------- | ---------- | ---------- | --------------- | --------------- | --------------- | ------------------ | ------------------ | ------------------ | ----------- | ----------- | ----------- | ------ | ------ | ------ |
| 2014-2015       | Pardubice       | FNL             | 3          | 0          | CRC             | 0               | 0               |                    | -                  | -                  |             | -           | -           | 3      | 0      |        |
| 2016-2017       | Pardubice       | FNL             | 8          | 0          | CRC             | 0               | 0               |                    | -                  | -                  |             | -           | -           | 8      | 0      |        |
| 2017-2018       | Pardubice       | FNL             | 4          | 1          | CRC             | 0               | 0               |                    | -                  | -                  |             | -           | -           | 4      | 1      |        |
| 2018-2019       | Pardubice       | FNL             | 7          | 0          | CRC             | 1               | 0               |                    | -                  | -                  |             | -           | -           | 8      | 0      |        |
| 2019-2020       | Pardubice       | FNL             | 1          | 0          | CRC             | 0               | 0               |                    | -                  | -                  |             | -           | -           | 1      | 0      |        |
| 2020-2021       | Pardubice       | 1L              | 26         | 9          | CRC             | 0               | 0               |                    | -                  | -                  |             | -           | -           | 26     | 9      |        |
| Totale carriera | Totale carriera | Totale carriera | 49         | 10         |                 | 1               | 0               |                    | -                  | -                  |             | -           | -           | 50     | 10     |        |

## Palmarès

### Club

#### Competizioni nazionali
- Fotbalová národní liga: 1

Pardubice: 2019-2020